# Скринкастинг
Скринка́стинг (англ. screen — экран и англ. broadcasting — передача, вещание) — тип подкастинга, позволяющий передавать для широкой аудитории видеопоток с записью происходящего на компьютере пользователя. Скринкастинг часто используется в сфере образования для обучения чему-либо..

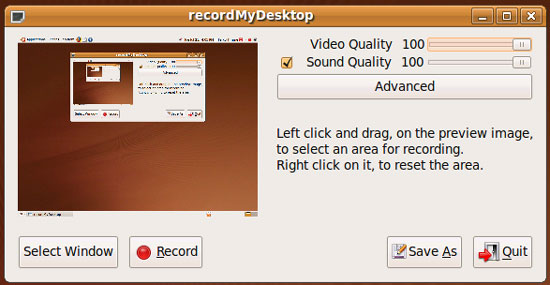
Окно программы для скринкастинга recordMyDesktop

Скринка́ст (англ. screencast) — цифровая видеозапись информации, выводимой на экран компьютера, также известная как video screen capture (досл. «видеозахват экрана»). Часто сопровождается голосовыми комментариями.
Для создания скринкастов используются не web- или видеокамеры, а специальное ПО, такие как CamStudio или Jing!.

## История
Само понятие «screencast» было введено в оборот колумнистом журнала InfoWorld Джоном Уделлом в 2004 году. Автор охарактеризовал данную технологию как «видеоролики о софте, записанные с речевым сопровождением». Впрочем, сам Джон Уделл не считает себя изобретателем чего-то принципиально нового: по его словам, его роль заключалась в «определении и развитии направления, посредством эксперимента и демонстрации» окружающим возможностей скринкастов.
Термин «Screencam» в обиходе может использоваться как альтернативное название скринкаста: изначально так называлась одна из первых программ, использовавших технологию «записи с экрана».

## Использование

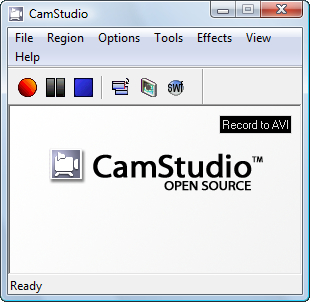
Окно программы CamStudio

Новая идея быстро приобрела популярность. Крупные компании, например, Microsoft, стали использовать скринкасты в презентационных целях. Скринкастинг также активно используется в образовательных процессах. Его широко применяют учащиеся и преподаватели школ, вузов, сотрудники библиотек.
В качестве альтернативы программному захвату картинки экрана может служить плата видеозахвата с интерфейсами D-sub, DVI или HDMI. Она позволяет с легкостью захватить даже сцены, отрисованные с помощью OpenGL.

## Десктоп-фильмы
С помощью скринкастинга создано несколько фильмов (так называемых desktop films), действие которых полностью или частично разворачивается на рабочем столе компьютера. В таких фильмах зрителю показывают переписку, общение по видеосвязи и работу с компьютером, которую осуществляет остающийся за кадром пользователь. Среди подобных фильмов — «Убрать из друзей», «Профиль», «Смерть в сети», «Поиск», «Открытые окна», «Взломать блогеров», «Днюха!».